# Pedro Ciriaco
Pedro Ciriaco (né le 27 septembre 1985 à San Pedro de Macorís en République dominicaine) est un ancien joueur de champ intérieur de la Ligue majeure de baseball.

## Carrière
Âgé de 17 ans, Pedro Ciriaco signe en février 2003 son premier contrat professionnel avec les Diamondbacks de l'Arizona. En ligues mineures, il se distingue notamment par sa rapidité autour des buts, réussissant 40 et 38 buts volés avec les Oaks de Visalia et les Bay Bears de Mobile en 2008 et 2009 respectivement.
Le 31 juillet 2010, les Diamondbacks échangent Ciriaco et le receveur Chris Snyder aux Pirates de Pittsburgh en retour du lanceur D. J. Carrasco, du voltigeur Ryan Church et du joueur d'avant-champ Bobby Crosby.
D'abord assigné au club-école des Pirates à Indianapolis, Ciriaco fait ses débuts dans les majeures avec Pittsburgh le 8 septembre 2010. Amené comme frappeur suppléant dans ce match, il réussit son premier coup sûr à sa première présence au bâton dans les grandes ligues, face au lanceur Cristhian Martinez des Braves d'Atlanta. Il joue 31 parties en deux saisons (2010 et 2011) pour Pittsburgh et frappe pour ,333 de moyenne au bâton avec 13 coups sûrs et sept points produits.
Le 3 janvier 2012, il signe un contrat des ligues mineures avec les Red Sox de Boston. Il dispute 76 matchs des Red Sox en 2012 et frappe pour ,293 de moyenne au bâton avec 76 coups sûrs, 33 points marqués et 19 points produits. Il frappe deux circuits, dont son premier dans les majeures le 4 août 2012, en tant que frappeur suppléant face au lanceur Glen Perkins des Twins du Minnesota. Malgré son rôle de réserviste au sein du club bostonnais, Ciriaco termine 2e dans l'équipe cette année-là pour les buts volés, avec 16 réussites, quatre de moins que le meneur Dustin Pedroia.
Ciriaco évolue pour 3 clubs en 2013. Il débute avec Boston, qui vend son contrat aux Padres de San Diego le 14 juin, puis est ensuite réclamé au ballottage par les Royals de Kansas City le 16 juillet. Il dispute 30 matchs des Royals au total en 2013 et 2014 et est libéré au lendemain du dernier jour de la saison régulière 2014. Il rejoint les Braves d'Atlanta le 13 octobre 2014.
Il frappe pour ,261 avec un circuit et 15 points produits en 84 matchs des Braves en 2015.
Ciriaco rejoint les Rangers du Texas le 13 janvier 2016.

## Statistiques
| Saison | Équipe     | G  | AB  | R  | H  | 2B | 3B | HR | RBI | SB | BA   |
| ------ | ---------- | -- | --- | -- | -- | -- | -- | -- | --- | -- | ---- |
| 2010   | Pittsburgh | 95 | 347 | 42 | 89 | 21 | 1  | 16 | 64  | 0  | .256 |
| Totaux | Totaux     | 95 | 347 | 42 | 89 | 21 | 1  | 16 | 64  | 9  | .256 |

Note : G = Matches joués ; AB = Passages au bâton; R = Points ; H = Coups sûrs ; 2B = Doubles ; 3B = Triples ; 
HR = Coup de circuit ; RBI = Points produits ; SB = Buts volés ; BA = Moyenne au bâton.